# Rhytiphora torquata
Rhytiphora torquata là một loài bọ cánh cứng trong họ Cerambycidae.